# Tageslicht
Tageslicht ist das durch die Erdatmosphäre gefilterte Licht der Sonne (Sonnenlicht) bzw. der Sonnenschein, der von Sonnenaufgang bis zum Sonnenuntergang zu sehen ist, also das natürliche Licht des lichten Tages.

## Beschreibung

Absorptionsspektrum der Erdatmosphäre von elektromagnetischen Wellen

Atmosphärische Durchlässigkeit (Transmission) in grün und Undurchlässigkeit (Absorption) in grau für das EM-Spektrum

Das Licht der hochstehenden Sonne, das durch die Erdatmosphäre auf die Erdoberfläche trifft, entspricht der Farbe eines Schwarzen Körpers mit einer Temperatur ca. 5772 Kelvin, hat aber ein komplexeres Lichtspektrum. Diese Farbtemperatur entspricht der Sonne vom Weltraum aus gesehen, ohne die filternde Atmosphäre der Erdoberfläche.
Von der Internationale Beleuchtungskommission (CIE) sind einige Normlichtarten der Klasse D (Daylight) als Standardbeleuchtungen definiert, die unterschiedliche Farbtemperaturen haben. Dazu gehören D50 (5000 K), D55 (5500 K), D65 (6500 K), und D75 (7500 K). D65 wird als Standardnorm für Tageslicht angegeben, und bildet einen Durchschnitt der verschiedenen Phasen des Tageslichts.
Die unterschiedlichen Spektren von Kunstlicht und Tageslicht führen dazu, dass etwa manche Kleidungsstücke in Innenräumen andere Farben haben als im Tageslicht.
Die Helligkeit von Tageslicht liegt etwa bei Beleuchtungsstärken zwischen 1 und über 100.000 lx (lm/m²) (photopisches Sehen, Tagsehen); der untere Bereich ermöglicht mesopisches Sehen (Übergangsbereich zum Nachtsehen, in dem die Farbwahrnehmung nicht mehr funktioniert), bei darüber liegenden Beleuchtungsstärken tritt Blendung ein. Die Helligkeit nimmt von der Morgendämmerung bis nach Mittag stark zu und sinkt dann wieder schnell ab. Das menschliche Sehsystem ist über einen enormen Bereich von Beleuchtungsstärken empfindlich und passt sich an deren Änderung an, sodass diese im Laufe des Tages im Allgemeinen nicht wahrgenommen wird.
Der Ultraviolett-Anteil der Sonnenstrahlung sorgt für Energiegewinnung in der Photosynthese der Pflanzen und Bräunung, der hohe Infrarot-Anteil lässt Sonnenstrahlen wärmend wirken – beide werden von der Umgebung kaum reflektiert. UV-B-Strahlung wird durch Fensterglas weitgehend gefiltert (Lichtabsorption); daher wird man im diffusen Licht des Schattens und im Innenraum nicht braun. Das Tageslicht ist dann in seinem Spektrum deutlich eingegrenzter.

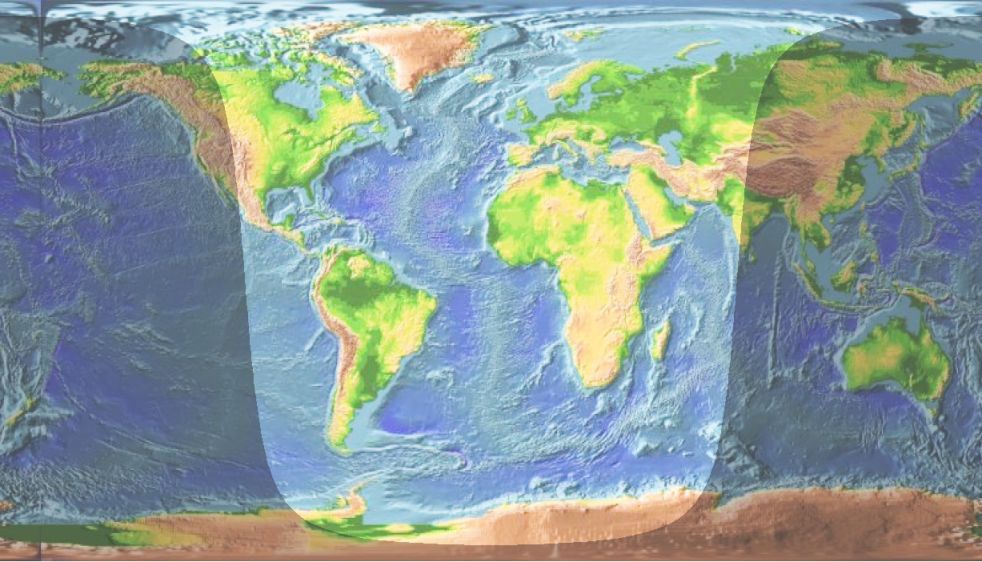
Weltkarte, etwa 2. April 13:00 UTC (Computergrafik): Tag-Nacht-Grenze
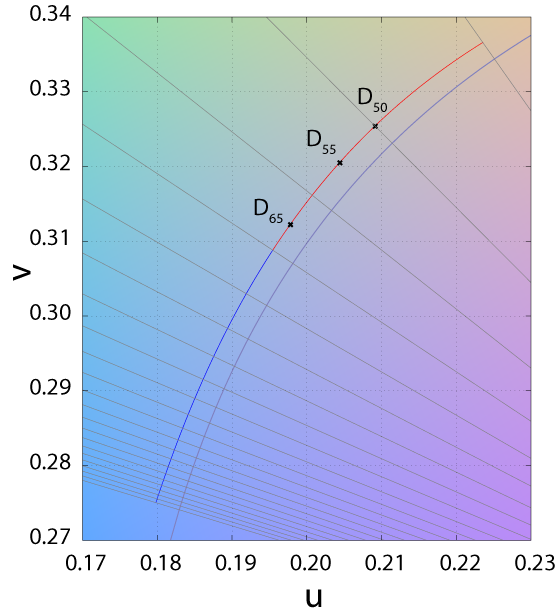
CIE-Normlichtarten D im CIELAB-Diagramm
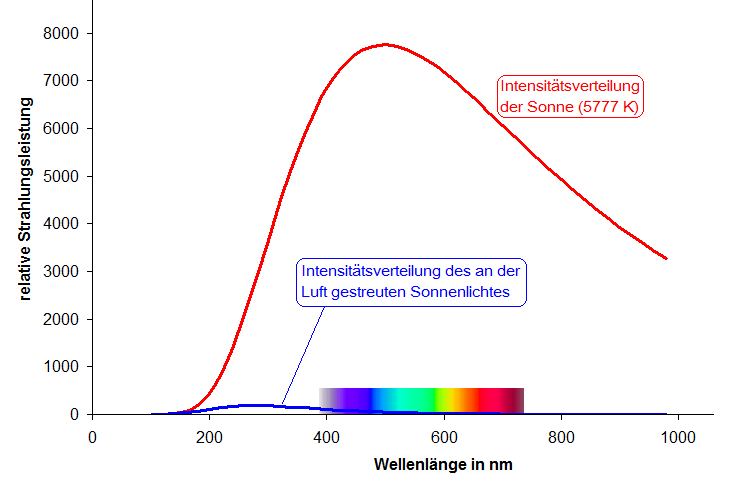
Rayleigh-Streuung, Entstehung des Himmelsblau bei Tageslicht

## Auswirkungen
Tageslicht ist die wichtigste Lichtquelle auf der Erde und für das tägliche Leben der Menschen und anderer Lebewesen. Für die Chronobiologie ist Tageslicht ein zentraler Faktor und beeinflusst alle Stoffwechselvorgänge in Tier- und Pflanzenwelt, Tierwanderungen und auch die Stimmung des Menschen. In der Architektur nutzt man Tageslicht für die Beleuchtung des Gebäudeinneren, dazu wird es gezielt für eine optimale Nutzung gelenkt (Belichtung, im Unterschied zur Beleuchtung).
Für anspruchsvolle visuelle Astronomie ist Tageslicht ein Hindernis: Es wird, auch nach Sonnenuntergang, in die Nachtseite der Erde gestreut, sodass gute freisichtige Beobachtung erst mit Eintritt der abendlichen astronomischen Dämmerung etwa 1–1½ Stunden nach Sonnenuntergang begonnen werden kann – in Bezug auf die Morgendämmerung analog. Mit geeigneten Fernrohren ist jedoch auch die Tagbeobachtung heller Gestirnen möglich, jene der Venus oder fallweiser Supernovae auch mit freiem Auge.

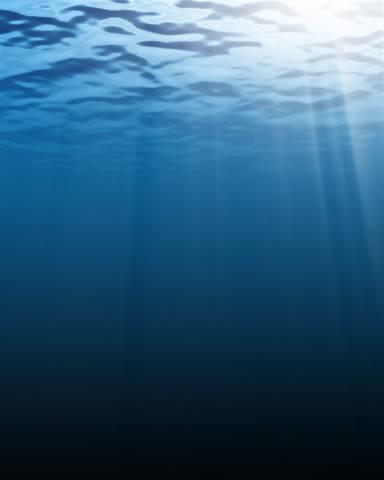
Tageslichteinfall in Meereswasser
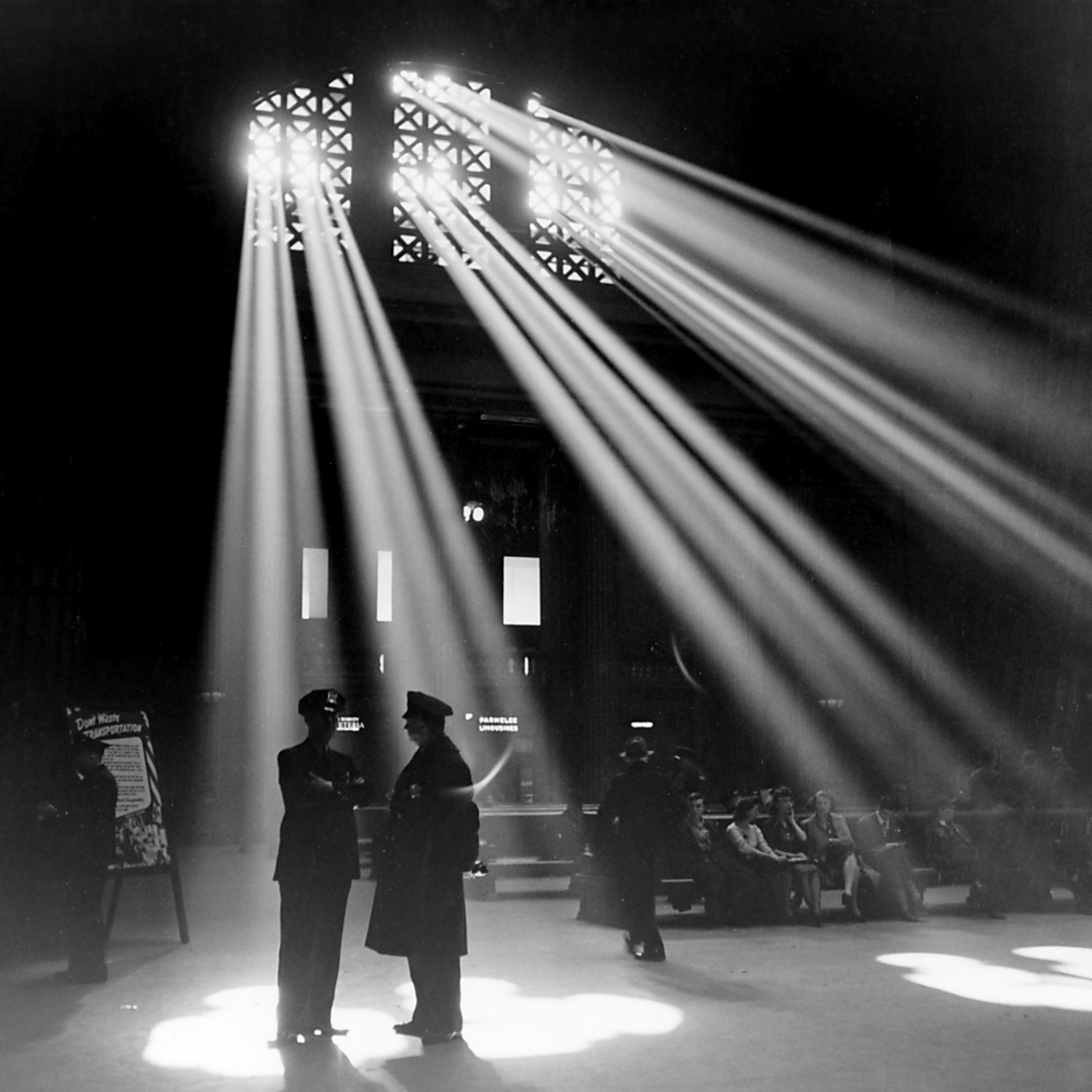
Tageslicht im Innenraum
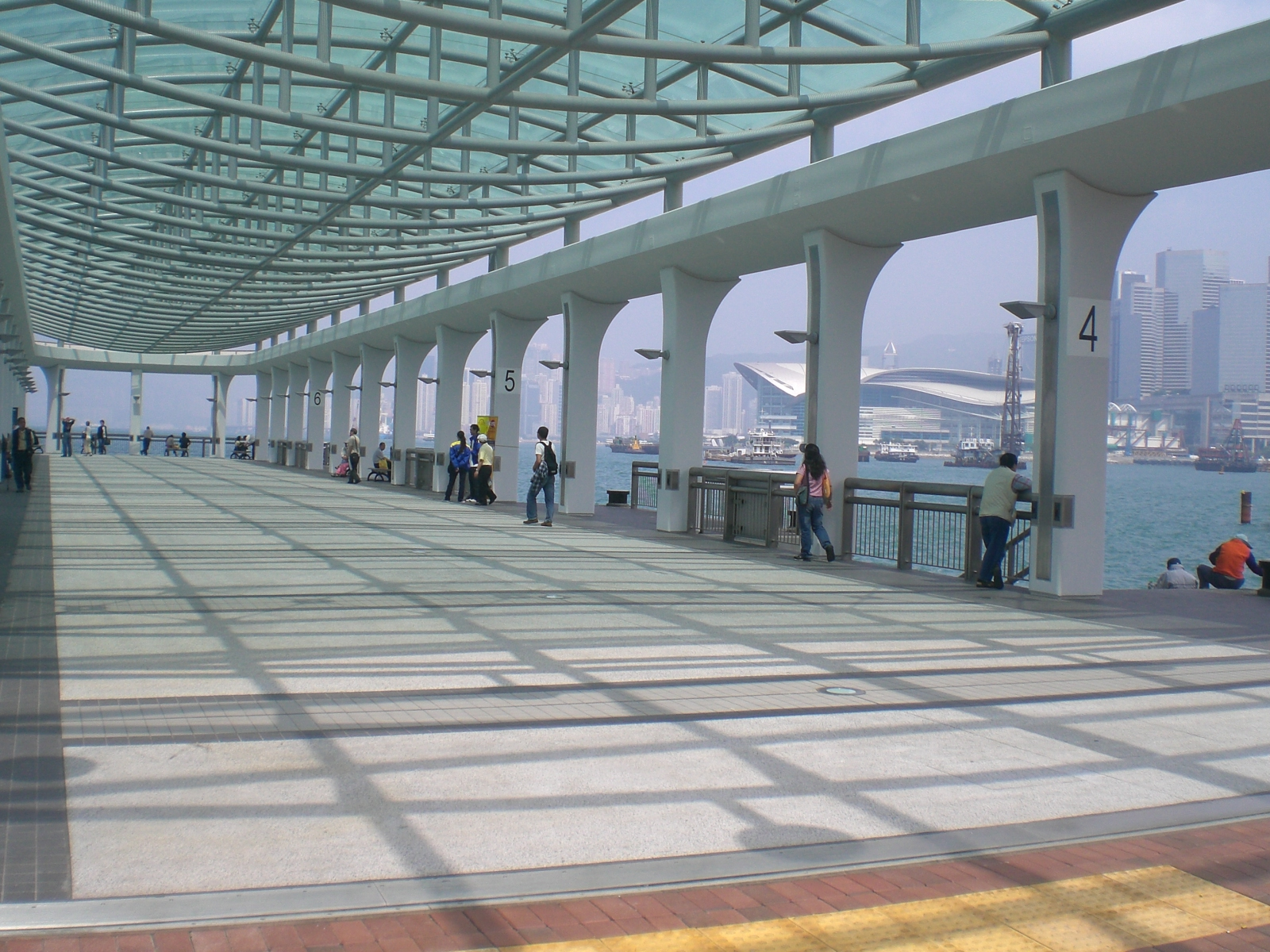
Belichtung durch Glasdach und Säulenstellung Hongkong Central Public Pier 9, 21. Jh.
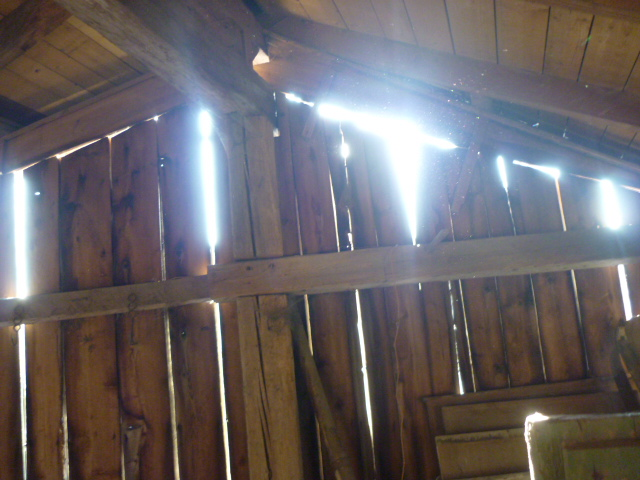
Einfallendes Tageslicht, durch die Latten einer Scheune